# Store Midtmaradalstindene
De Store  Midtmaradalstindene is een berg behorende bij de gemeente Årdal in de provincie Sogn og Fjordane in Noorwegen. De berg, gelegen in Nationaal park Jotunheimen, heeft een hoogte van 2056 meter.
De Store Midtmaradalstindene is onderdeel van het gebergte Hurrungane.